# Xã Rockland, Quận Venango, Pennsylvania
Xã Rockland (tiếng Anh: Rockland Township) là một xã thuộc quận Venango, tiểu bang Pennsylvania, Hoa Kỳ. Năm 2010, dân số của xã này là 1.456 người.